# Buckeye (бензиновый багги)
Бензиновый багги Buckeye (также используется название Lambert), был первой разработкой американского конструктора и предпринимателя Джон Уильям Ламберт. Он создал его в 1891 году и на тот момент он стал первым бензиновым автомобилем в США, а также первым выставленным на американский рынок автомобилем. Был реализован как безлошадная трёхколёсная повозка с установленным на неё двигателем, который приводил её в движение.

## Исторический фон
Согласно исследованием Л. Скотта Бейли, Джон У. Ламберт построил первый в США автомобиль с бензиновым двигателем внутреннего сгорания в 1891 году, после чего проехал на нём по улицам Огайо-Сити.
Генри Форд и братья Дьюри взялись за разработку подобных автомобилей лишь через несколько лет.
Братья Дьюри создали свой первый автомобиль в 1893 году, а в серийное производство запустили лишь через три года. Форд начал массовое производство подобных авто в 1899 году.
В Европе бензиновые машины разработали Карл Бенц и Готлиб Даймлер в 1885—1886 годах.

## Исходная модель
Первоначально, в 1890 году, Ламберт работал над трёхцилиндровым бензиновым двигателем внутреннего сгорания. Он успешно протестировал его в январе 1891 году в выставочном зале, которым владел и управлял в Огайо-Сити. Свой первый выезд совершил в конце февраля того же года на главной улице города. Автомобиль имел центральное рулевое колесо, которое приводилось в движение ногой с помощью устройства типа стремени. На автомобиль также устанавливался четырёхтактный двигатель.
Трёхколесный автомобиль весил 585 фунтов (265 кг), имел сухие батареи с электрическим зажиганием. Ламберт потратил на его разработку 3300 долларов. У автомобиля были деревянные колеса со стальными снаружи для износостойкости. Благодаря двухступенчатой трансмиссии с двумя передними передачами и без заднего хода автомобиль создавал много шума и дыма во время движения, из-за чего, когда Ламберт управлял им на главной улице, собиралась толпа. На автомобиль устанавливался карбюратор и поверхностный испаритель с гибкой диафрагмой, разработанные Ламбертом и запатентованые им 17 мая 1902 года. В декабре 1891 года багги сгорел в результате пожара в здании, где он хранился и которое Ламберт реконструировал.
В январе 1891 года Ламберт выпустил брошюру с описанием спецификаций автомобиля. Он разослал эту брошюру потенциальным клиентам в первой половине февраля 1891 года. Предложенная цена составляла 550 долларов. Джон получил несколько писем, датированных второй половиной февраля и началом марта 1891 года, в которых запрашивалась дополнительная информация об автомобиле. Другие письма с запросами продолжали поступать, но в конечном счёте Ламберту не удалось продать автомобиль.

## Фестиваль
Дни Ламберта — событие, посвященное жизни Джона У. Ламберта и его изобретениям: в частности, первому бензиновому одноцилиндровому автомобилю и первой в мире автомобильной аварии. Проводится в Огайо-Сити, штат Огайо, в третьи выходные дни июля. Из мероприятий: автомобильное шоу, фестиваль искусств, блошиный рынок, спортивные соревнования, парад, живые развлечения и автомобильные показы Lambert.